# Köttdjur

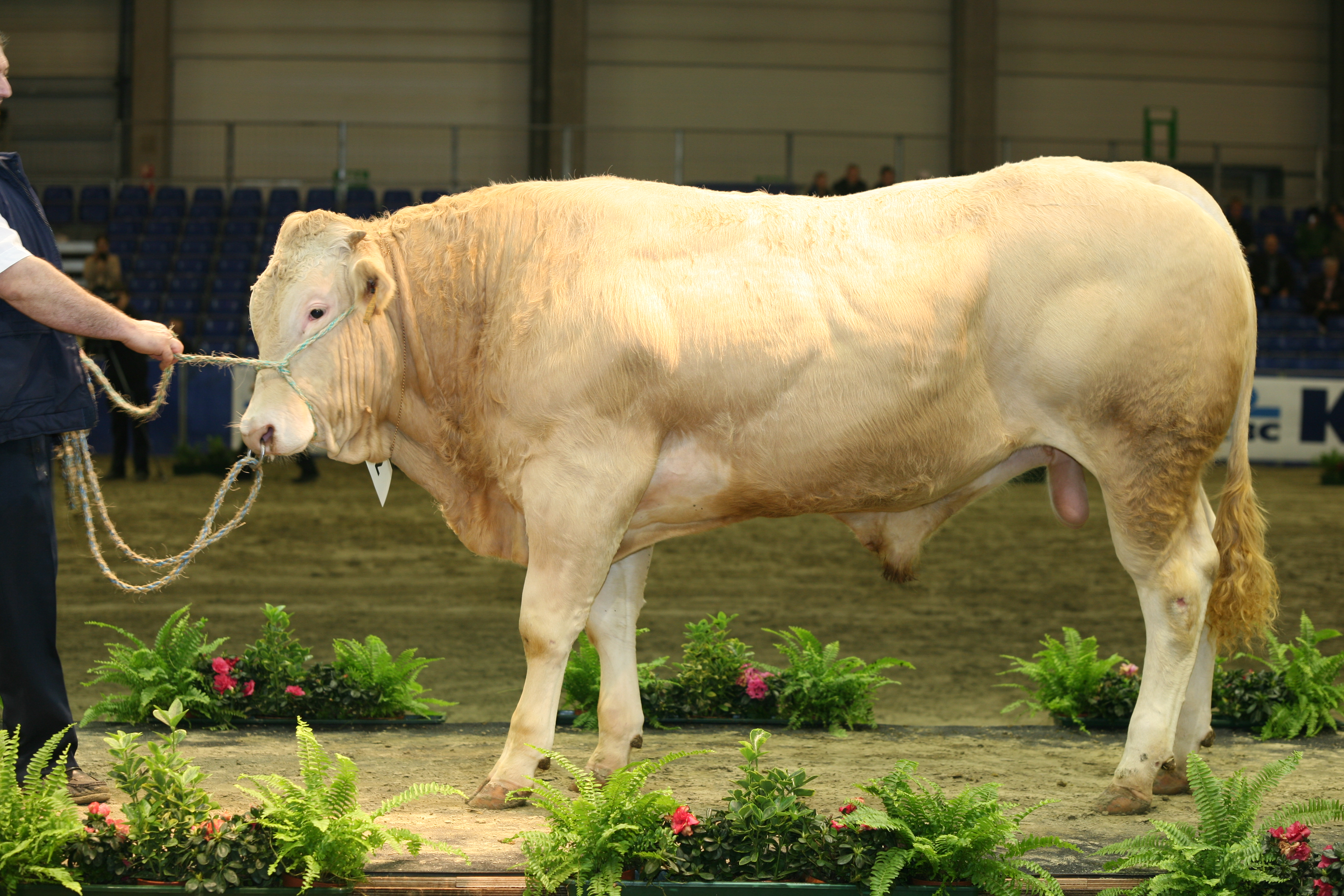
En ung tjur

Köttdjur, biffdjur eller bifftjur är nötkreatur som föds upp för köttproduktion (till skillnad från mjölkkor, som används för mjölkproduktion). Nötkreaturens kött kallas nötkött. När nötkreatur uppföds i en boskapsinhägnad för att äta upp sig kallas de gödboskap.

## Användning
Köttdjur nyttjas huvudsakligen för produktion av mat till människor och andra djur, men de används också till läder, och produkter som används i schampo och kosmetika.  

## Exempel på köttdjursraser
| Ras             | Ursprung              |
| --------------- | --------------------- |
| Aberdeen Angus  | Skottland             |
| Aubracko        | Frankrike             |
| Arouquesa       | Portugal              |
| Belgisk blå     | Belgien               |
| Charolais       | Frankrike             |
| Chianina        | Italien               |
| Hereford        | Storbritannien        |
| Highland cattle | Skottland             |
| Texas longhorn  | Spanien eller England |
| Wagyu           | Japan                 |